# Emma Boninová
Emma Boninová (nepřechýleně Bonino; * 9. března 1948 Bra) je italská politička. Ve veřejných funkcích působí od roku 1976, je tak veteránkou italské politiky. Od svého vstupu do politiky se angažuje v radikálně liberálních stranách, od roku 2001 stojí v čele Italských radikálů. Jako politička vedla mnoho reformních kampaní v zájmu ekonomického a kulturního liberalismu. Spolu s další osobností radikálů, Marcem Pannellou, svým aktivismem na podporu občanských práv pomohla změnit italskou společnost. List The Guardian ji nazval „proevropským svědomím Itálie“.
Přestože formace, které zastupovala, nikdy nezískaly širší voličskou podporu, sama se dostala do mnoha vlivných funkcí. V letech 1995–1999 byla eurokomisařkou, mezi roky 2006 a 2008 ministryní pro evropské záležitosti a v letech 2013–2014 ministryní zahraničí.
Od roku 2017 je čelnou představitelkou uskupení Více Evropy, kde jsou Italští radikálové začleněni.

## Biografie

### Raný život a vzdělání
Emma Boninová se narodila na italském venkově do farmářské rodiny. Vyhlídky na rurální život ji ale neuspokojovaly, a proto odešla studovat jazyky na Bocconiho univerzitu do Milána.
Boj za lidská práva ji zpočátku příliš nevzrušoval, roku 1974 ale podstoupila v té době nelegální potrat, a to ji motivovalo k boji za jeho povolení. Dostala se do kruhů blízkých Radikální straně a také začala doprovázet ženy na kliniku ve Florencii, kde byla interrupce prováděna. To bylo také nelegální; v roce 1975 sama sebe udala a nastoupila do vězení.

### Kariéra v italské politice
O rok později už byla na svobodě a byla zvolena za radikály do Poslanecké sněmovny. S krátkými přestávkami si mandát udržela až do roku 2008. Tehdy byla zvolena do Senátu za Piedmont.
V roce 1975 stála za referendem, jež potraty v Itálii legalizovalo. Roku 1986 se podílela na referendu proti jaderné energii, které vedlo ke konci civilního jaderného programu.
Radikální strana se v roce 1989 transformovala v italskou pobočku Transnacionální radikální strany. Roku 2001 se obnovila plnohodnotná politická strana, nazvaná Italští radikálové. Boninová se postavila do jejího čela, kde je dodnes.
Po parlamentních volbách 2006 se stala ve vládě Romana Prodiho ministryní pro mezinárodní obchod evropské záležitosti. Z funkce odešla roku 2008, poté, co byla zvolena místopředsedkyní Senátu. Tou byla do roku 2013, kdy z parlamentu na jedno volební období odešla. Přesto byla v letech 2013–2014 ministryní zahraničí ve vládě Enrica Letty.
Pro parlamentní volby 2018 se stala lídrem formace Více Evropy, sestávající z Italských radikálů a menších formací. Na začátku roku 2018 vyšla z průzkumu veřejného mínění jako druhá nejpopulárnější italská politička, hned po premiérovi Paolu Gentilonim. Přesto její strana získala jen necelá tři procenta hlasů a pouze tři poslance. Sama Boninová byla zvolena do Senátu za Řím.
Kolem voleb 2018 se o ní uvažovalo jako o premiérce.

### Kariéra v mezinárodní politice

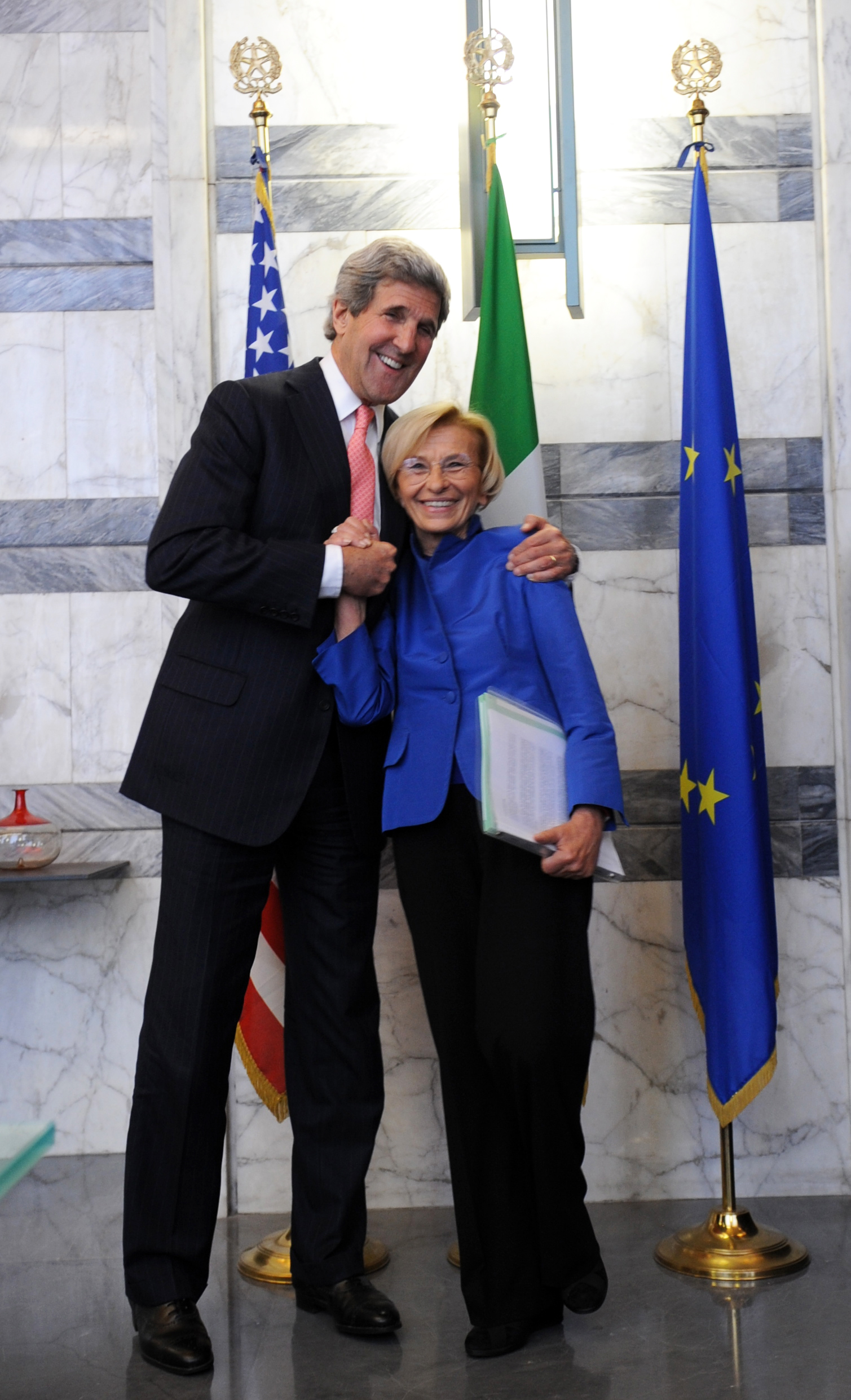
Emma Boninová a ministr zahraničí USA John Kerry v roce 2013

V letech 1979 až 1988 a znovu 1999–2006 byla poslankyní Evropského parlamentu. V první polovině devadesátých let působila ve vedení Transnacionální radikální strany, nejprve jako předsedkyně a poté jako tajemnice. V říjnu 1994 byla šéfkou italské vládní delegace k Valnému shromáždění OSN ohledně iniciativy „Moratorium na trest smrti“. Mezi roky 1995 a 1999 byla eurokomisařkou v komisi Jacquese Santera. Zodpovědná byla za ochranu spotřebitelů, rybolov a Generální ředitelství pro humanitární pomoc a civilní ochranu. Ve funkci skončila s rezignací celé komise kvůli korupčnímu skandálu. Podezření ulpělo i na Emmě Boninové.
Spolu s Marcem Pannellou, dalším významným radikálem, vedla mnoho bojů za občanská práva a osobní svobodu, často spojených s rozvody, legalizací potratů, legalizací drog či sexuální a náboženskou svobodou. Zasazovala se za konec trestu smrti, ženské obřízky a vymýcení podvýživy. Roku 1975 založila informační centrum pro potraty a v roce 1997 podporovala mezinárodní hnutí bojující proti ženské diskriminaci v Afghánistánu. Je také zastánkyní uznání práv žen v zemích Africké unie přes Maputský protokol. Založila neziskové organizace „Non c'è Pace senza Giustizia“ (Žádný mír bez spravedlnosti), která podporuje mezinárodní ochranu a prosazování lidských práv a demokracie, a „Nessuno Tocchi Caino“ (Ruce pryč od Kaina), jež se zasazuje o zrušení trestu smrti ve světě.
V roce 1999 podporovala intervenci NATO do Kosova.
V prosinci 2001 se přesunula do Káhiry s cílem naučit se arabský jazyk a kulturu. V březnu 2003 začala na rozhlasové stanici Italských radikálů prezentovat denní přehled arabského tisku. O rok později v Káhiře zorganizovala „Regionální konferenci o demokracii, lidských právech a roli Mezinárodního trestního soudu“.
Roku 2003 ve spolupráci s Italskou asociací pro rozvoj žen (Associazione Italiana Donne per lo Sviluppo, AIDOS) svolala zasedání italského parlamentu ve věci obřízky. Na něm se diskutoval problém ženské obřízky v Africe; Boninová vystoupila s popisem svých cest po Somálsku, Egyptě, Tanzanii, Gambii a Etiopii, kde z první ruky zjišťovala informace o těchto lidových praktikách.

## Ocenění
Řád zásluh o Italskou republiku – předán 21. prosince 2015
V roce2016 ji papež František v rozhovoru pro Corriere della Sera označil za jednu ze „zapomenutých velkých osobností národa“ a přirovnala ji ke Konradu Adenauerovi a Robertu Schumanovi.